# 대한석탄공사 축구단
대한석탄공사 축구단은 대한석탄공사에서 운영한 축구단으로 1960년대에 존재하였다.
한편 1966년 당시 영국대사관에 근무하던 보니 페이스라는 직원이 석탄공사 축구단에 입단하여 대한축구협회에 정식으로 선수 등록을 하여 화제가 되었다. 그 후 정식경기에 출전했는지는 확인되지 않지만 이는 한국 축구팀에 입단한 최초의 외국인이다.

## 유명 선수
- 이회택
- 박종환